# 瑞典行道会别墅
瑞典行道会别墅现名瑞园别墅，位于中国江西省九江市庐山中九路367号，英租界时期旧门牌号码为“16A”。1987年4月13日由庐山风景名胜区管理局列为庐山文物保护单位。
该建筑由瑞典行道会修建于1905年8月4日，建筑面积300平方米，单层建筑。1939年2月28日，日军进攻庐山时，夏定川牧师（Josua Sommarstrom）救助中国难民689人，事后勒石纪念此事。